# Ruger Security Six
Ruger Security Six — американский револьвер компании Sturm, Ruger & Co., разработанный в 1972 году и использовавшийся как оружие военных, полицейских и гражданских лиц.

## История
Представление револьвера Security Six и его вариантов ознаменовало первую попытку компании Sturm Ruger попасть на рынок револьверов двойного действия. Ранее компания разрабатывала револьверы одиночного действия. Компания занялась литьём по выплавляемым моделям, чтобы снизить стоимость производства револьвера. Как и все другие разновидности огнестрельного оружия, револьверы Security Six отличались надёжностью и большим сроком службы, а также легко копировались. Благодаря базовым преимуществам в технических характеристиках и цене серия стала успешной на рынке.
До конца декабря 1985 года, за первые 15 лет производства было выпущено около 1 млн. револьверов "Ruger Security Six" всех 14 модификаций и вариантов исполнения.
Различные модели использовались подразделениями Правительства США: состояли на вооружении работников Службы иммиграции и натурализации, Почтовой службы, Пограничного патруля и подразделений полиции. Револьверы Security Six стали основными во всех внутренних структурах США, а также экспортировались за границу (особенно в Великобританию, где их использовала Королевская полиция Ольстера). Всего к концу производства (1988 год) было изготовлено около полутора миллионов экземпляров, после чего Security Six уступил своё место новой модели Ruger GP100.

## Описание
Основные детали у всех вариантов Security Six были одинаковы, отличия состояли только в некоторых случаях использования. Револьвер с оправой среднего размера был изготовлен из углеродистой стали, с 1975 года все модели изготавливались ещё и из нержавеющей стали. С наличием барабана на шесть патронов, Ruger Security Six стал одним из первых современных револьверов с безопасным ударно-спусковым механизмом, а также стал использовать сразу несколько типов патронов, начиная от .357 Magnum и заканчивая стандартным патроном 9x19 для «Парабеллума».
Накладки на рукоять были преимущественно деревянными, однако некоторые из моделей типа Speed Six и Service Six были оснащены резиновыми ручками от Pachmayr с эмблемой Ruger (такие производились в 1980-е годы). Разборка револьвера также осуществлялась довольно легко: достаточно было воспользоваться обычной отвёрткой с плоским концом, чтобы снять рукоятку и почистить револьвер.

## Варианты и модификации
- Ruger Service Six - предлагался в качестве оружия для полиции США[5].
- Ruger Speed Six - модель с укороченным до трёх дюймов стволом, некоторое количество закупила почтовая служба США и Служба иммиграции и натурализации США